# Kerspe
La Kerspe est une petite rivière de 12,5 km de long, en Rhénanie-du-Nord-Westphalie, Allemagne. Elle est retenue, au nord de Wipperfürth, par le barrage de la Kerspe qui a créé, depuis sa mise en service en 1913, un réservoir d'eau potable.
C'est un affluent de la rive droite de la Wupper. C'est au moment où la Kerspe rejoint la Wipper que cette dernière change de nom et devient la Wupper.

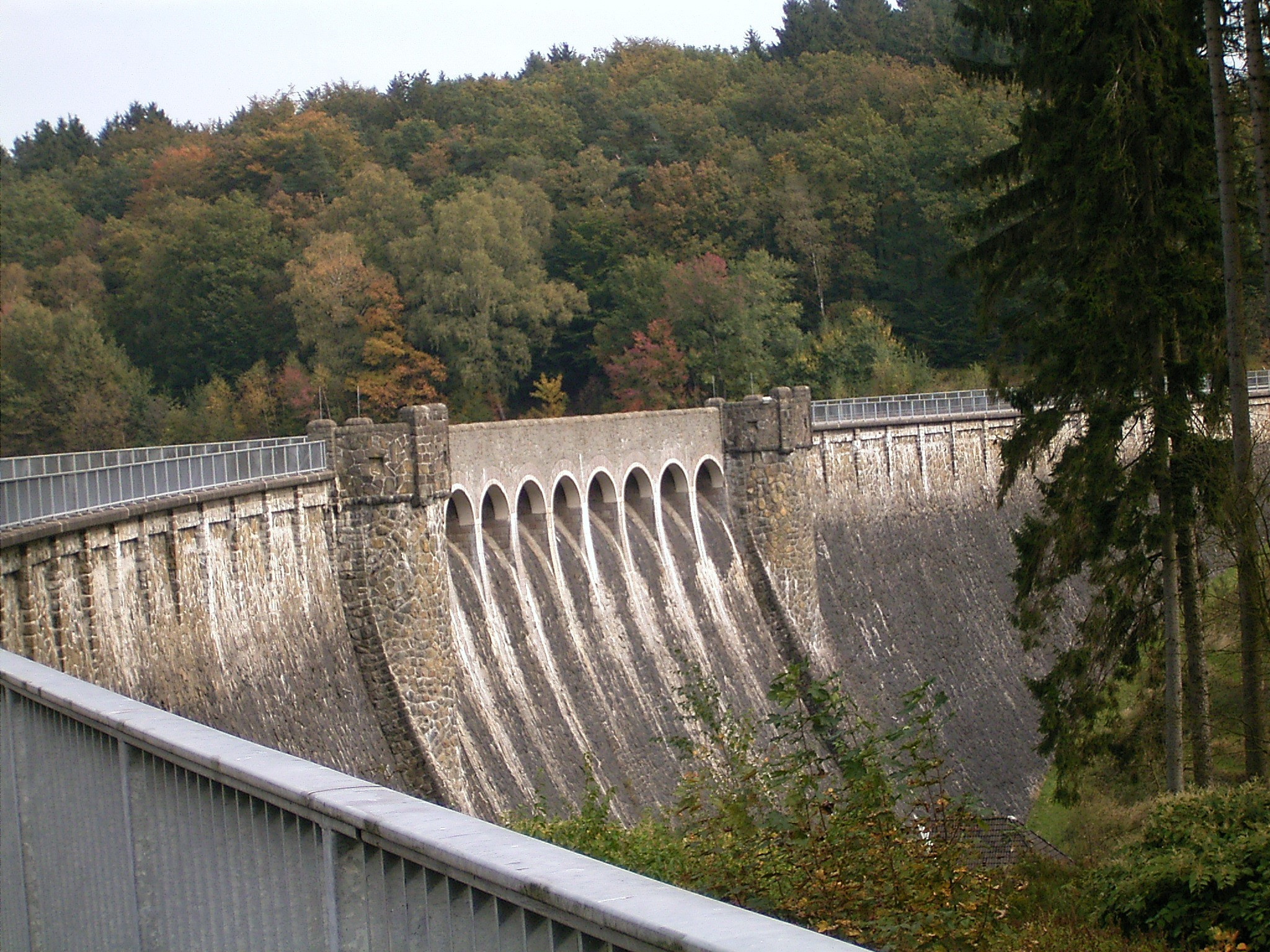
Vue du barrage de la Kerspe.
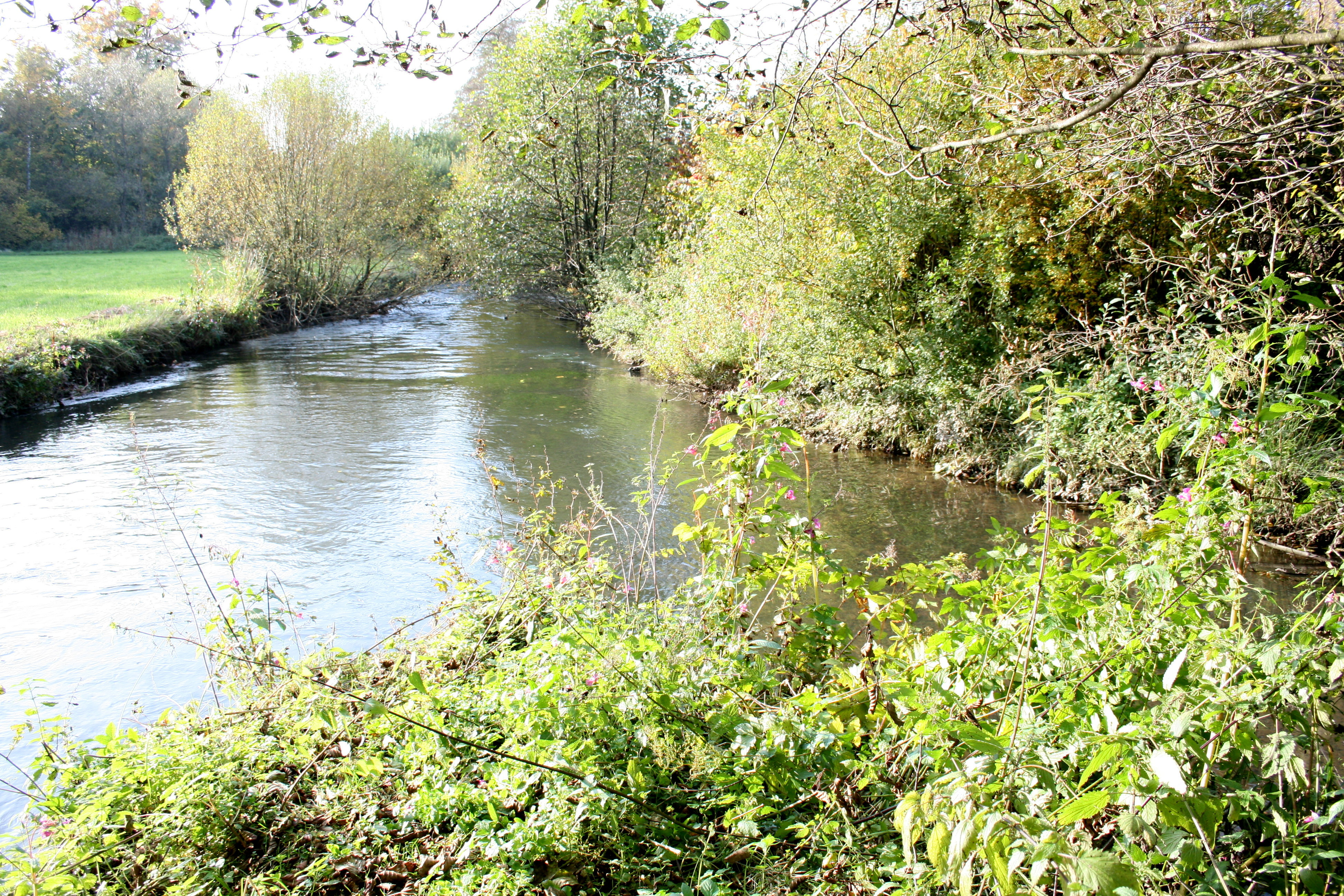
Confluence de la Wipper (à gauche) et de la Kerspe (à droite), qui deviennent la Wupper (au fond).